# Масловський Дмитро Федорович
Дмитро Федорович Масловський — (рос. Масловский Дмитрий Фёдорович; 20 вересня [2 жовтня] 1848, Омськ — 3 [15] листопада 1894, Петербург) — генерал-майор (із 1891 року), російський військовий історик.

## Біографія
Закінчив Павловське військове училище в 1866 році й Академію Генштабу в 1873 році. У 1873—1885 роках служив у військах на посадах офіцер штабу, начальника штабу дивізії (1884 рік) і корпусу (1885 рік). Одночасно викладав тактику в 3-му військовому Олександрівському училищі. Із 1885 року ад'юнкт-професор, з 1889 року — професор, з 1890 року — начальник кафедри історії російського військового мистецтва Академії Генштабу, створеної за його ініціативою.
Поклав початок глибокому вивченню архівів російської армії, видавши «Каталог військово-вченого архіву головного штабу» (Санкт-Петербург, 1886 рік), «Каталог московського відділення архіву головного штабу» (4 випуски, Москва, 1890 рік) і ряд збірок документів, забезпечених ґрунтовними введеннями: «Стройова і польова служба російських військ часів імператора Петра Великого й імператриці Єлизавети» (Москва, 1883 рік); «Російсько-австрійський союз 1755 р.» (Москва, 1887 рік); «Матеріали для історії військового мистецтва в Росії» (Москва, 1889—1892 роки); перший, другий і четвертий випуски «Збірника військово-історичних матеріалів».
Належав до так званої російської «вітчизняної школи» історичної науки, багато зробив для пропаганди російської військової спадщини, в той же час, полемізуючи з «західниками», був схильний до тенденційних оцінок внеску іноземців у військову історію Росії в XVIII столітті з позицій націоналізму.

## Праці
Найбільші праці Масловського — «Російська армія в Семирічну війну» (в 3х томах, Москва, 1886—1891 роки) і «Записки з історії військового мистецтва в Росії 1683—1794 років» (Санкт-Петербург, 1891—1894 роки) — є до цього часу неперевершеними за охопленням матеріалу не тільки в Росії, але і в німецькомовних країнах. Перекладена німецькою ще за життя автора його книга «Російська армія в Семирічну війну» досі залишається основним джерелом із історії Семирічної війни з російської точки зору. За цю книгу Масловський був нагороджений Макаріївською премією.
- Русская армия в семилетнюю войну: В 3-х т. — М., 1886−1891.
- Записки по истории военного искусства в России 1683—1794 годов. — СПб., 1891−1894.
- Каталог военно-ученого архива главного штаба. — СПб., 1886.
- Каталог московского отделения архива главного штаба : 4 выпуска. — М., 1890 (и сл.)

Статті
- Масловский Д. Ф. Опыт критического разбора похода Дмитрия Донского в 1380 г., до Куликовской битвы включительно // Военный сборник. — 1881. — № 8. — С. 207—238; № 9. — С. 19-28.

Перевидання праць
- Масловский Д. Ф. Строевая и полевая служба русских войск времен императора Петра Великого и императрицы Елизаветы / Д. Ф. Масловский. — М. : Либроком, 2012. — 272 с. — (Академия фундаментальных исследований: история) — ISBN 978-5-397-02498-3. (обл.)

## Нагороди
- орден Св. Анни II і III ступенів
- орден Св. Станіслава II і III ступенів
- орден Св. Володимира IV ступеня.